# Arenas de San Juan
Arenas de San Juan es un municipio español de la provincia de Ciudad Real, en la comunidad autónoma de Castilla-La Mancha. Tiene una superficie de 63,09 km² con una población de 1067 habitantes (INE 2015) y una densidad de 17,26 hab/km².
Cerca de las Tablas de Daimiel, con una iglesia declarada Monumento Histórico Nacional de estilo románico mudéjar, único a esta latitud de la península ibérica, primero torre de observación romana al lado de la vía romana hacia Tarragona, después mezquita y posteriormente iglesia. El edificio fue restaurado y aparecieron unos muy interesantes frescos.
En su término municipal hay abundantes restos arqueológicos, algunos muy antiguos, del Musteriense.
Su patrón es San Bernabé Apóstol, cuya celebración es el 11 de junio. Después de la vendimia se celebran otras fiestas en acción de gracias por la cosecha de uva recogida.

## Geografía
Integrado en la comarca de La Mancha de la provincia de Ciudad Real, se sitúa a 54 kilómetros de la capital provincial. El término municipal tiene una extensión de 6309 hectáreas y está atravesado por la carretera CM-420 (antigua N-420, entre los pK 242 y 254) además de por las carretera CM-4126, que conecta con Villarrubia de los Ojos por un lado y con Villarta de San Juan por el otro, además de la CR-2032 que se dirige hacia Manzanares y conecta con las instalaciones de Pernod Ricard. 
El relieve del municipio es llano, con ligeras ondulaciones del terreno. El territorio lo cruza de este a oeste el río Gigüela, con sus amplias llanuras de inundación, hoy secas, tras el encauzamiento del río a finales de los años sesenta del siglo XX. La altitud oscila entre los 646 metros (monte Lucio) y los 615 metros a orillas del río Gigüela. El pueblo se alza a 628 metros sobre el nivel del mar. 
| Noroeste: Las Labores                        | Norte: Las Labores y Puerto Lápice | Noreste: Puerto Lápice         |
| Oeste: Las Labores y Villarrubia de los Ojos |                                    | Este: Villarta de San Juan     |
| Suroeste: Villarrubia de los Ojos            | Sur: Villarrubia de los Ojos       | Sureste: Las Labores (exclave) |

Un exclave del territorio (monte Carrizo) se encuentra al sureste limitando con Villarta de San Juan, Las Labores, Daimiel y Manzanares.

## Demografía
Arenas de San Juan cuenta con una población de 1035 habitantes (INE 2024).
| Gráfica de evolución demográfica de Arenas de San Juan entre 1842 y 2021                                                                                    |
| |
| Población de derecho según los censos de población del INE Población de hecho según los censos de población del INEEn este censo se denominaba Arenas: 1842 |

| 1021          | 1085 | 1077 | 1040 | 1064 | 1067 |
| (Fuente: INE) |      |      |      |      |      |

## Fiestas
- Gachas y migas: Carnaval.
- San Marcos: 25 de abril.
- San Isidro: 15 de mayo.

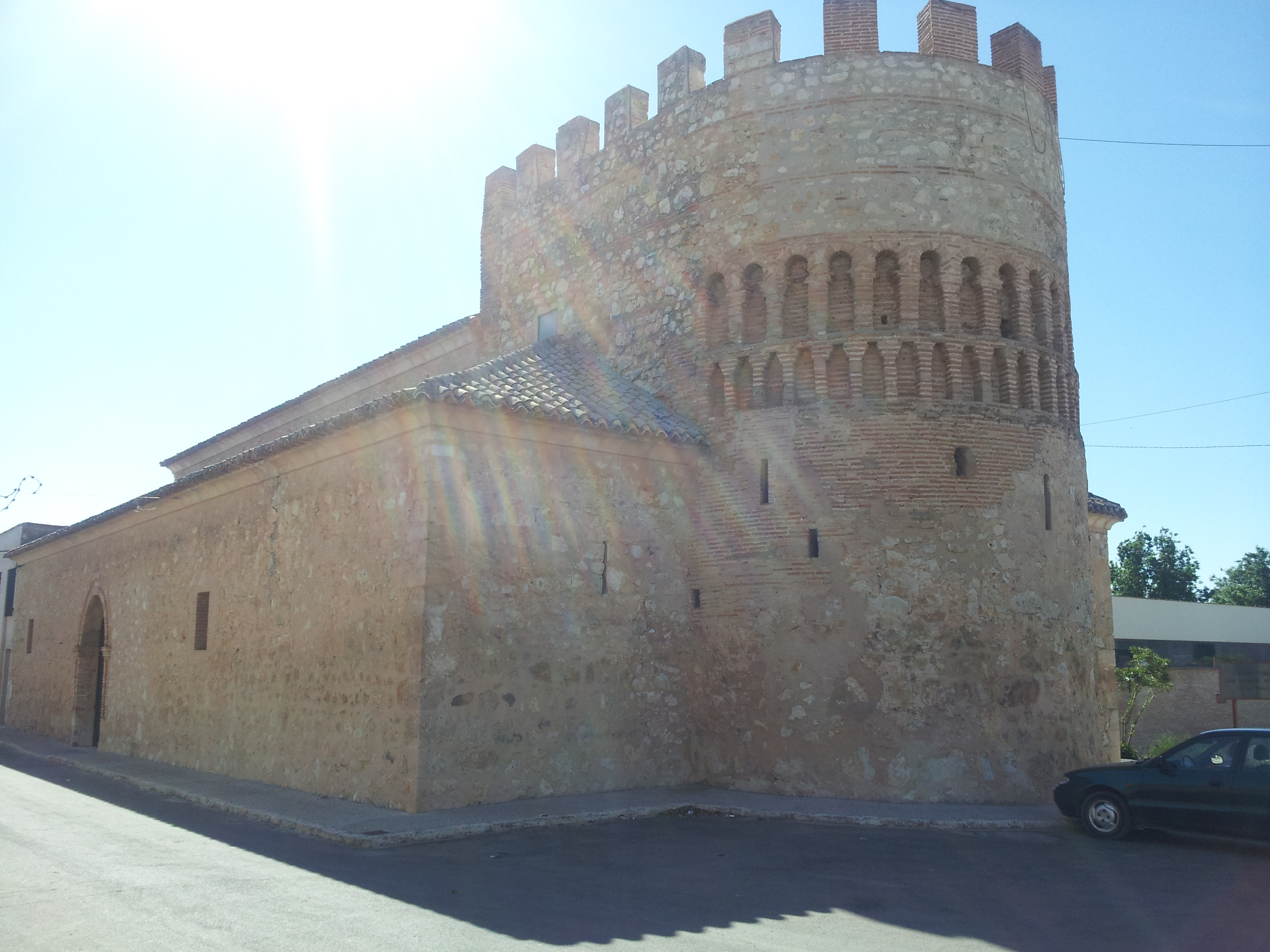
Iglesia de Arenas de San Juan

- Ferias y fiestas: 11 de junio, en honor a su patrón, San Bernabé Apóstol.
- Virgen del Carmen: 16 de julio.